# Mary Jane Girls
Mary Jane Girls var en amerikansk popgruppe der hittede i 1980'erne. Gruppen er bedst kendt for singlen "In My House".
| Musikgruppe | Spire Denne artikel om en amerikansk musikgruppe er en spire som bør udbygges. Du er velkommen til at hjælpe Wikipedia ved at udvide den. |